# Danh sách phát minh và khám phá Trung Hoa thời kỳ Đồ Đá Mới
Trung Quốc đã và đang là khởi nguồn của nhiều tiến bộ, phát hiện khoa học và các phát minh sáng chế. Dưới đây là danh sách theo thứ tự bảng chữ cái Latinh các phát minh và khám phá được khai sinh từ nền văn hóa Trung Hoa thời kỳ Đồ Đá Mới và những nền văn hóa kỷ nguyên đồ đồng, tiền thân của thời kỳ văn minh huy hoàng dưới triều đại nhà Thương (k. 1650 – k. 1050 TCN). Trong đó phải kể đến văn hóa Đồ Đồng Nhị Lý Đầu (二里頭文化) và triều đại nhà Hạ bán huyền thoại, mà không giống như nhà Thương, chưa được xác nhận là đã từng tồn tại với chứng cứ từ các văn bản đương thời.
Cả hai nền văn hóa Bùi Lý Cương (裴李崗文化) và Bành Đầu Sơn (彭頭山文化) đồng thời đại diện cho những nền văn hóa Đồ Đá Mới cổ xưa nhất của Trung Hoa. Chúng được hình thành từ khoảng những năm 7000 TCN. Một số các phát minh đầu tiên của Trung Hoa thời kỳ Đồ Đá Mới bao gồm dao đá hình bán nguyệt và hình chữ nhật, cuốc và xẻng đá, việc trồng lúa mạch và đậu nành, cải tiến phương pháp nuôi tằm, trồng lúa, tạo ra đồ gốm với thiết kế dây-lưới-giỏ, tạo ra nồi niêu và nồi hấp gốm, cùng với việc phát triển chum, bình dành cho nghi lễ và thuật bói toán từ xương giò phục vụ mục đích tiên tri, tử vi.
Học giả về Trung Quốc người Anh Francesca Bray chỉ ra thêm:
- Việc thuần hóa trâu bò đã có mặt trong thời kỳ văn hóa Long Sơn (龍山文化; k.3000 – k.2000 TCN).
- Sự vắng bóng của các hệ thống tưới tiêu thời Long Sơn hoặc các loại cây trồng năng suất cao.
- Những chứng cứ toàn vẹn về việc trồng cây lương thực trên đất liền thời Long Sơn chỉ cho ra sản lượng cao "chỉ khi đất được chăm bón cẩn thận".

Từ các luận điểm trên, ông đề xuất rằng chiếc cày đã được biết đến ít nhất là từ thời kỳ văn hóa Long Sơn, giải thích cho việc sản lượng nông sản cao, cho phép sự phát triển của nền văn minh Trung Hoa dưới thời nhà Thương. Các phát minh sau này như máy gieo hạt nhiều ống và cày sắt bảng lưỡi lớn cũng đã giúp Trung Quốc duy trì lượng dân số ngày càng lớn hơn, thông qua việc cải thiện năng suất nông nghiệp.

## Các phát minh và khám phá
- Chuông: Chuông có trụ đập làm từ gốm đã được tìm thấy tại nhiều khu vực khảo cổ.[5] Chuông kim loại đầu tiên, với một chiếc được tìm thấy tại khu vực Đào Tự (陶寺), cùng bốn chiếc tại khu vực Nhị Lý Đầu, niên đại vào khoảng năm 2000 TCN, có thể là đã xuất phát từ một bản khởi thảo bằng gốm có trước đó.[6] Những chiếc chuông cổ không chỉ quan trọng trong việc tạo ra âm thanh kim loại, mà theo một cách nào đó cũng góp phần đóng một vai trò văn hóa nổi bật. Với sự xuất hiện của nhiều loại chuông khác nhau dưới thời nhà Thương (k.1600 – k.1050 TCN), chúng được chuyển sang làm một công cụ phụ về mặt chức năng. Tại các khu vực khảo cổ nhà Thương và nhà Chu, chúng cũng được khai quật tìm thấy như một phần của bộ trang trí cho xe ngựa hoặc chuông đeo cổ cho chó.[7]
- Quan tài, gỗ: Bằng chứng sớm nhất cho việc sử dụng quan tài gỗ, có niên đại vào năm 5000 TCN, được tìm thấy trong Lăng mộ 4 tại Di chỉ Bắc Thủ Lĩnh (北首岭遗址), Thiểm Tây (陝西). Ngoài ra còn có một bằng chứng rõ ràng khác về một chiếc quan tài gỗ dạng hình chữ nhật, tìm thấy trong Lăng mộ 152 tại một khu vực thuộc Di chỉ Bán Pha (半坡遗址). Quan tài Bán Pha thuộc về một cô bé bốn tuổi, kích thước 1,4 m (4,5 ft) x 0,55 m (1,8 ft) và dày 3–9 cm. Có tới 10 quan tài gỗ đã được khai quật tại khu vực văn hóa Đại Vấn Khẩu (大汶口文化; 4100 – 2600 TCN) ở Thành Tử (城子), Sơn Đông (山東).[8][9] Độ dày của quan tài, được xác định bởi số lượng khung gỗ trong cấu tạo của chúng, cũng nhấn mạnh mức độ quý tộc, như được đề cập trong các cuốn Kinh Lễ,[10] Tuân Tử[11] và Trang Tử[12]. Các ví dụ cho điều này đã được phát hiện tại một số khu vực thời kỳ Đồ Đá Mới: Quan tài kép, được tìm thấy sớm nhất tại khu vực văn hóa Lương Chử (良渚文化; 3400 – 2250 TCN) ở Phổ An (普安), Chiết Giang (浙江), bao gồm một quan tài lớp ngoài và một quan tài lớp trong. Quan tài có ba lớp, với những chứng cứ sớm nhất từ các khu vực văn hóa Long Sơn (3000 – 2000 TCN) tại Doãn Gia Thành (尹家城) và Tây Châu Phong (西朱封) ở Sơn Đông, gồm hai quan tài ngoài và một quan tài trong.[13]
- Dụng cụ nấu ăn và đồ gốm: Những chiếc gốm cổ nhất được biết đến, có niên đại từ 20.000 đến 19.000 năm trước, được khai quật thấy tại hang Tiên Nhân Động (仙人洞) ở tỉnh Giang Tây của Trung Quốc. Việc xuất hiện các vết cháy trên bề mặt của các mảnh gốm chỉ ra rằng, chúng có lẽ đã được sử dụng làm dụng cụ nấu ăn.[14] Việc khai quật hang Ngọc Thiềm Nham (玉蟾岩) tại tỉnh Hồ Nam cũng phát hiện thấy đồ gốm có niên đại từ 18.300 đến 15.430 năm trước đây.[15] Việc sản xuất đồ gốm bởi những người săn bắt-hái lượm vùng Đông Á đã xuất hiện trước sự có mặt của nền nông nghiệp tại khu vực đó khoảng 10.000 năm, gây thách thức lên quan điểm truyền thống cho rằng đồ gốm có khởi nguồn từ Cách mạng Đồ Đá Mới.[14]
- Dao rựa-Rìu: Dao rựa-Rìu hoặc Qua (戈) được phát triển từ công cụ nông nghiệp bằng đá trong thời kỳ Đồ Đá Mới, dao rựa-rìu bằng đá được tìm thấy tại khu vực văn hóa Long Sơn (3000 – 2000 TCN) ở Miêu Điếm (苗店), tỉnh Hồ Nam. Nó cũng xuất hiện như một lễ khí bằng ngọc dùng cho nghi thức và biểu tượng vào khoảng thời gian tương tự, hai chiếc có niên đại khoảng 2500 TCN, được tìm thấy tại khu vực Lăng Gia Than (凌家滩) tỉnh An Huy (安徽).[16] Chiếc "qua" đồng đầu tiên xuất hiện tại khu vực khai quật thời kỳ đồ đồng Nhị Lý Đầu[16], nơi hai chiếc được tìm thấy trong tổng số hơn 200 vật phẩm bằng đồng (tính đến năm 2002) tại khu vực này[17], ba chiếc "qua" làm bằng ngọc cũng được khám phá cùng một nơi.[18] Tổng cộng 72 "qua" đồng trong Lăng mộ 1004 tại Hầu Gia Trang (侯家莊), An Dương (安陽),[19] 39 "qua" ngọc trong lăng mộ của Phụ Hảo (婦好) cùng hơn 50 "qua" ngọc chỉ riêng tại khu vực Kim Sa (金沙) cũng được tìm thấy.[16] Đây cũng là một loại vũ khí cơ bản của bộ binh nhà Thương (k.1600 – 1050 TCN) và nhà Chu (k.1050 – 256 TCN), và đôi khi cũng được sử dụng bởi "người đánh xe" của đội xe ngựa. Nó gồm một cán gỗ dài với một lưỡi dao đồng được gắn vuông góc vào đầu cán. Vũ khí có thể được vung xuống hoặc ngoắc vào trong để móc hoặc cắt, tương ứng, vào kẻ thù.[20] Vào đầu triều đại nhà Hán (202 TCN – 220 SCN), việc sử dụng "qua" đồng làm quân dụng đã trở nên hạn chế (chủ yếu dùng làm lễ khí); công dụng của chúng dần mờ nhạt trong thời kỳ nhà Hán, thay thế bởi giáo sắt và kích sắt.[21]
- Khoan nước sâu: Một số bằng chứng sớm nhất về giếng nước được xác định tại Trung Quốc. Người Trung Hoa đã phát hiện và sử dụng rộng rãi nước ngầm qua việc khoan giếng sâu để uống. Văn bản Trung Quốc Kinh Dịch, ban đầu là một quyển sách bói toán của triều đại Tây Chu (1046 – 771 TCN), chứa một mục mô tả cách người Trung Hoa cổ đại bảo dưỡng giếng và bảo vệ nguồn nước của họ.[22] Chứng cứ khảo cổ và cổ văn Trung Quốc cũng cho thấy rằng, người Trung Hoa tiền sử và cổ đại có năng lực và kỹ năng đào giếng nước sâu để uống sớm nhất là từ 6000 đến 7000 năm trước. Một chiếc giếng đào tại khu vực khai quật Hà Mỗ Độ (河姆渡) được cho là đã được xây dựng trong thời kỳ Đồ Đá Mới.[23][24] Giếng được lót bởi bốn hàng gỗ và một khung vuông gắn vào chúng ở phía trên của giếng. Thêm vào đó, 60 giếng gạch về phía tây nam Bắc Kinh cũng được tin là đã được xây dựng vào khoảng năm 600 TCN để uống và tưới tiêu.[23][25]

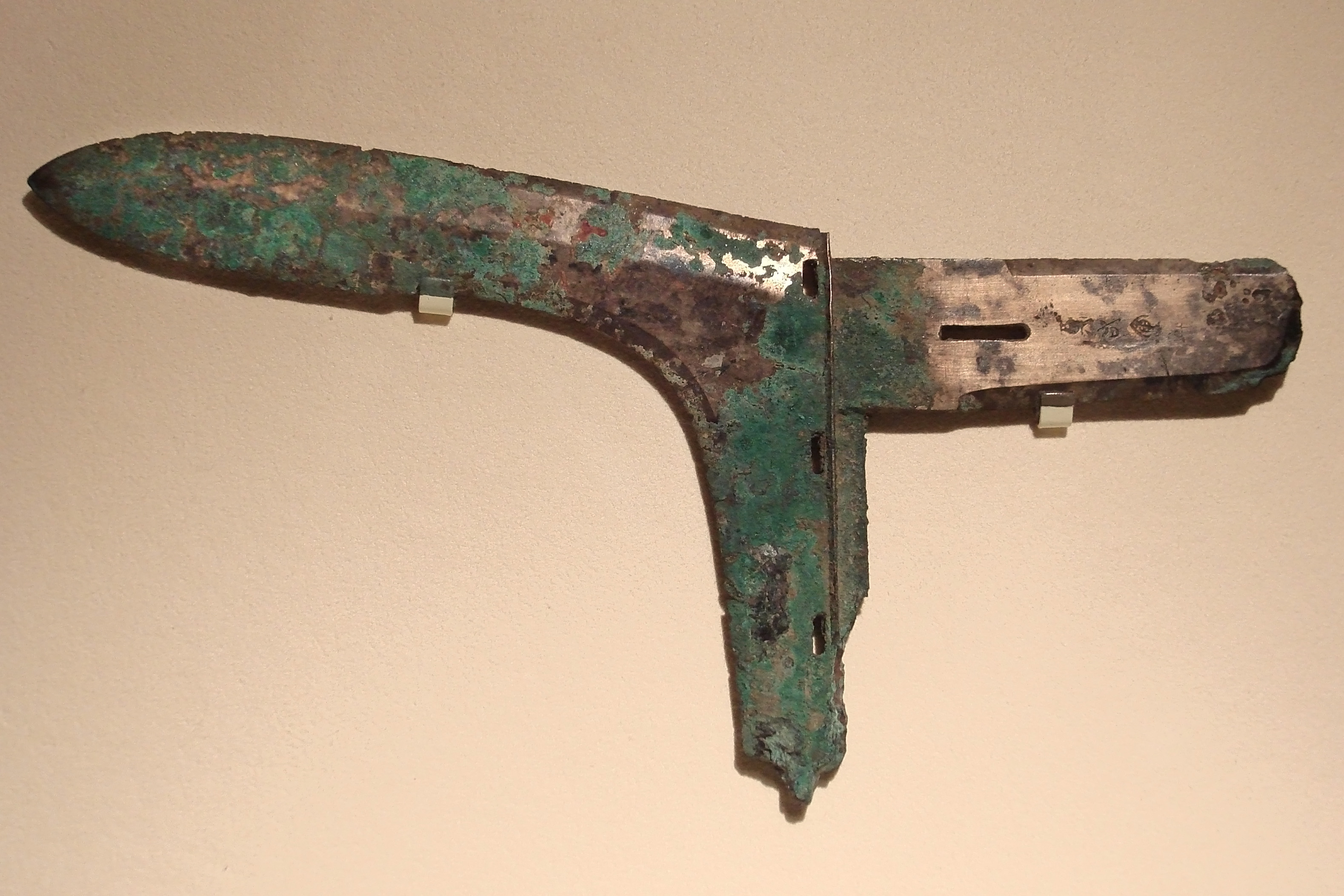
Một con dao rựa-rìu bằng đồng thời nhà Hán, thời kỳ Chiến quốc (403-221 TCN); loại vũ khí này đã tồn tại ở Trung Hoa kể từ thời Đồ Đá Mới.

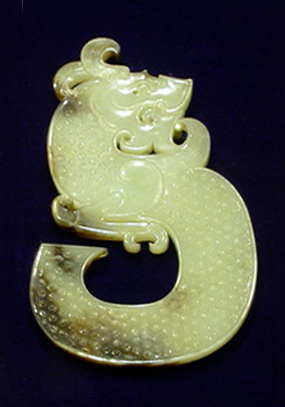
Một con rồng bằng ngọc cẩm thạch có niên đại từ thời nhà Tây Hán (202 TCN – 9 SCN).

- Sơn mài: Sơn mài đã được sử dụng tại Trung Quốc kể từ thời kỳ Đồ Đá Mới và xuất phát từ một chất được chiết xuất từ cây sơn mài có ở Trung Quốc.[26] Một chiếc bát gỗ màu đỏ, được cho là đồ đựng sơn mài cổ nhất từng được biết đến,[27] đã được khai quật tại khu vực Hà Mỗ Độ (河姆渡) (k.5000 TCN – k.4500 TCN).[28] Học giả về Trung Hoa và sử gia người Anh Michael Loewe nói rằng, nhiều quan tài tại nhiều khu vực khai quật đầu thời kỳ Đồ Đồng dường như đã được sơn mài, và các vật phẩm bằng gỗ sơn mài cũng có thể phổ biến, nhưng những mẫu vật sơn mài được bảo quản tốt nhất lại đến từ các khu vực khai quật triều đại Đông Chu (771 – 256 TCN).[29] Tuy nhiên, Vương Trọng Thù không đồng tình, cho rằng những món đồ sơn mài được bảo quản tốt nhất đến từ khu vực khai quật Hạ Gia Điếm (夏家店; k. 2000 – k.1600 TCN) ở Liêu Ninh, được khai quật vào năm 1977, những món đồ này là các đồ đựng sơn mài màu đỏ có hình dạng giống như chiếc bình "gu" đồ đồng của nhà Thương.[28] Họ Vương bổ sung thêm, nhiều vật phẩm sơn mài từ triều đại nhà Thương (k.1600 – k.1050 TCN), ví dụ như những mảnh vụn của hộp và bát, đã được tìm thấy và có các họa tiết màu đen như rồng Trung Hoa và Thao Thiết trên nền màu đỏ.[28] Hoàng Hậu Phụ Hảo (mất k.1200 TCN) được chôn cất trong một quan tài gỗ sơn mài.[30] Trong thời kỳ nhà Hán (202 TCN – 220 SCN), có ba xưởng chế tác cung đình được thành lập chỉ với mục đích chế tác đồ sơn mài; may mắn cho các nhà sử học, các món đồ sơn mài thời Hán được khắc vị trí của xưởng sản xuất và ngày chúng được sản xuất, chẳng hạn như một chiếc ly sơn mài tìm thấy ở thuộc địa nhà Hán phía tây bắc Triều Tiên có khắc chữ, nói rằng nó được làm ra tại một xưởng thủ công gần Thành Đô, Tứ Xuyên và có niên đại chính xác là năm 55 sau Công Nguyên.[31]
- Trồng kê: Việc phát hiện ở phía bắc Trung Quốc các giống đã được thuần dưỡng của kê Proso và kê vàng từ 8500 TCN hoặc sớm hơn cho thấy việc trồng kê có thể đã có trước cả việc trồng lúa ở một số khu vực châu Á.[32] Bằng chứng rõ ràng về việc trồng kê bắt đầu từ 6500 TCN tại các khu vực Từ Sơn (磁山文化), Bùi Lý Cương (裴李崗文化) và Giả Hồ (賈湖).[33] Di tích khảo cổ từ Từ Sơn cho thấy có hơn 300 hố chứa, 80 trong số đó có dấu vết của kê, với tổng dung tích chứa kê ước tính cho khu vực là khoảng 100.000 kg.[34] Vào 4000 TCN, hầu hết các khu vực Ngưỡng Thiều (仰韶文化) đều tích cực sử dụng một loại hình trồng kê vàng, đi kèm với các hố chứa và dụng cụ tinh xảo được chuẩn bị cho việc đào xới và thu hoạch mùa màng. Thành công của những nông dân trồng kê Trung Hoa đời đầu vẫn còn phản ánh trong ADN của nhiều dân cư Đông Á hiện đại, những nghiên cứu như vậy đã chỉ ra rằng, tổ tiên của những người nông dân đó có lẽ đã đến khu vực này trong khoảng 30.000 và 20.000 năm trước, và các haplotype vi khuẩn của họ vẫn còn được phát hiện thấy trong cư dân hiện đại trên khắp vùng Đông Á.[35]
- Mái chèo: Người ta đã sử dụng mái chèo từ đầu thời kỳ Đồ Đá Mới; một chiếc bát gốm hình thuyền và sáu cây chèo gỗ từ năm 6000 TCN đã được phát hiện tại khu vực văn hóa Hà Mỗ Độ (河姆渡) ở Dư Diêu (余姚), Chiết Giang.[36][37] Vào năm 1999, một cây chèo dài 63,4 cm (2 ft), có niên đại từ năm 4000 TCN, cũng đã được khai quật tại tỉnh Ishikawa, Nhật Bản.[38]
- Bói toán bằng mai rùa: Việc sử dụng sớm nhất mai rùa xuất phát từ khu vực khảo cổ ở Giả Hồ (賈湖). Những chiếc vỏ chứa những viên sỏi nhỏ với kích thước, màu sắc và số lượng khác nhau, được khoan các lỗ nhỏ, gợi ý rằng mỗi cặp vỏ ban đầu được buộc lại với nhau. Các phát hiện tương tự cũng đã được tìm thấy trong các khu vực mai táng Đại Vấn Khẩu (大汶口文化) khoảng từ 4000 – 3000 TCN, cũng như ở Hồ Nam, Tứ Xuyên, Giang Tô và Thiểm Tây.[39] Những cái lắc làm từ mai rùa chủ yếu được làm từ vỏ của rùa cạn,[40] được xác định là loại Cuora flavomarginata.[41] Các nhà khảo cổ học tin rằng những chiếc vỏ này được sử dụng hoặc làm dụng cụ lắc trong các điệu múa nghi lễ, dụng cụ chữa lành theo phong tục hoặc là dụng cụ nghi lễ dùng để bói toán.[42]
- Lưỡi cày/Bừa hình tam giác: Những chiếc bừa đá hình tam giác được tìm thấy tại các khu vực văn hóa Mã Gia Banh (馬家浜文化), được xác định vào khoảng 3500 TCN xung quanh Thái Hồ (太湖). Những chiếc bừa cũng đã được phát hiện tại các khu vực Lương Chử (良渚文化) và Vị Kiều (汇桥) gần đó, được ước lượng là cùng khoảng thời gian. David R. Harris nói, điều này chỉ ra rằng việc canh tác chặt chẽ hơn trong các khu vực cố định, có lẽ là do được đắp đê, đã phát triển vào thời điểm này. Theo sự phân loại và phương pháp áp dụng của Mưu Vĩnh Kháng (牟永抗) và Tống Triệu Lân (宋兆麟), bừa tam giác được giả định là có nhiều loại và có khởi nguồn từ bừa Hà Mỗ Độ (河姆渡) và La Gia Giác (罗家角), với bừa nhỏ Tung Trạch (崧澤文化) nằm trung gian. Những chiếc bừa sau thời kỳ Lương Chử sử dụng động vật để kéo.[43][44]
- Nồi hấp sứ: Những khai quật khảo cổ cho thấy việc sử dụng hơi nước để nấu ăn bắt đầu là các dụng cụ nấu ăn bằng sứ được biết đến là nồi hấp "yan"; một nồi hấp gồm hai phần, một "zeng" có đáy có lỗ đặt trên một nồi hoặc ấm đun ba kiềng và một nắp trên. Chiếc nồi hấp "yan" cổ nhất, có niên đại khoảng 5000 TCN, được phát hiện tại khu vực Bán Pha (半坡遗址).[45] Ở hạ lưu sông Dương Tử, các nồi "zeng" lần đầu tiên xuất hiện trong văn hóa Hà Mỗ Độ (5000 – 4500 TCN) và văn hóa Lương Chử (3200 – 2000 TCN), được dùng để hấp gạo; ngoài ra cũng có các nồi hấp "yan" được khai quật tại nhiều khu vực văn hóa Lương Chử, bao gồm 3 chiếc được tìm thấy tại khu vực Xước Đôn (綽墩) và La Đôn (羅墩) ở phía nam tỉnh Giang Tô.[46] Tại khu vực văn hoá Long Sơn (3000 – 2000 TCN) ở Điền Vượng (田旺), phía tây tỉnh Sơn Đông, 3 chiếc nồi hấp "yan" lớn đã được khám phá.[47]
- Bình đựng cốt: Bằng chứng đầu tiên về bình đựng cốt có niên đại khoảng 7000 TCN, đến từ khu vực khai quật thời kỳ đầu văn hoá Giả Hồ (賈湖), nơi có tổng cộng 32 chum đựng cốt được tìm thấy[48], một số khác cũng được phát hiện sớm ở Lão Quan Đài (老官台文化), Tứ Xuyên.[13] Có khoảng 700 chum thi thể được khai quật trên khu vực Ngưỡng Thiều (仰韶文化; 5000 – 3000 TCN), bao gồm hơn 50 loại hình dạng và kiểu dáng khác nhau. Các bình đựng cốt chủ yếu được sử dụng cho trẻ em, nhưng cũng thỉnh thoảng được sử dụng cho người lớn, như được thấy trong các phát hiện tại Y Xuyên (伊川), Lỗ Sơn (魯山) và Trịnh Châu (郑州) ở Hà Nam.[8] Một số hài cốt chôn lại lần hai chứa xương của trẻ em hoặc người lớn được tìm thấy trong các bình chum ở Hồng Sơn Miếu (洪山廟), Hà Nam.[49] Trên hầu hết các bình đựng cốt của trẻ em và người lớn đều có một lỗ khoan nhỏ và người ta tin rằng nó giúp cho linh hồn có thể tiếp cận được.[50] Trong Kinh Lễ có ghi chép rằng quan tài đất sét từng được sử dụng vào thời kỳ huyền thoại[51], truyền thống chôn cất trong bình sứ kéo dài cho đến thời nhà Hán (202 TCN – 220 SCN), lúc nó dần dần bị thất tục.[13]
- Trồng lúa: Năm 2002, một nhóm người Trung Quốc và Nhật Bản đã báo cáo phát hiện khám phá ở miền đông Trung Quốc những hóa thạch phytolith từ gạo đã được thuần hóa, có vẻ như có niên đại từ 11.900 năm trước Công nguyên hoặc sớm hơn. Tuy nhiên, dữ liệu về phytolith gây tranh cãi ở một số nơi do vấn đề tiềm ẩn về ô nhiễm.[52] Có khả năng là lúa đã được trồng ở thung lũng Dương Tử vào khoảng năm 7000 trước Công nguyên, như được cho thấy từ những phát hiện của nền văn hóa Bành Đầu Sơn (彭頭山文化) tại Bát Thập Đãng (八十壋), Thường Đức (常德), tỉnh Hồ Nam. Vào năm 5000 trước Công nguyên, lúa đã được thuần hoá ở nền văn hóa Hà Mỗ Độ gần đồng bằng sông Dương Tử và đã được nấu trong nồi.[53] Mặc dù lúa mạch vẫn là cây trồng chính ở miền bắc Trung Quốc trong suốt lịch sử, đã có một số nỗ lực rải rác được thực hiện bởi nhà nước để giới thiệu lúa xung quanh vịnh Bột Hải (渤海) từ thế kỷ 1 trở đi.[54]

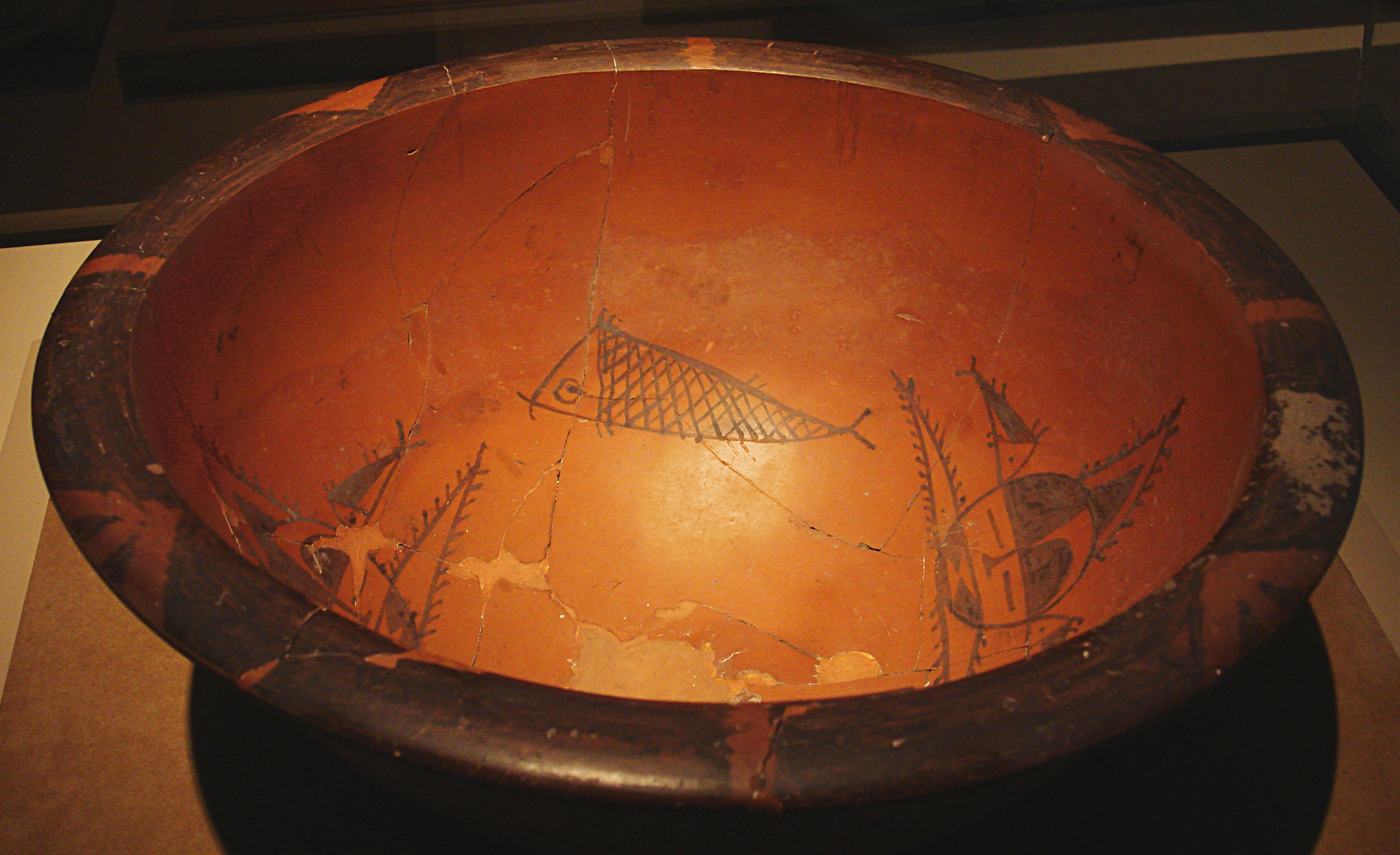
Nắp của "chum đựng hài cốt" từ nền văn hóa Đồ Đá Mới Ngưỡng Thiều (5000 - 3000 TCN), được sử dụng để chôn cất một đứa trẻ, từ tỉnh Thiểm Tây

- Ruộng muối: Một trong những ruộng muối cổ nhất dùng để thu hoạch muối được cho là đã xuất hiện ở hồ Vận Thành (运城), tỉnh Sơn Tây vào năm 6000 trước Công nguyên.[55] Có bằng chứng khảo cổ mạnh mẽ về việc sản xuất muối hẹn từ năm 2000 trước Công nguyên tại di chỉ cổ Trung Bá (中壩) ở Trùng Khánh.[56][57]

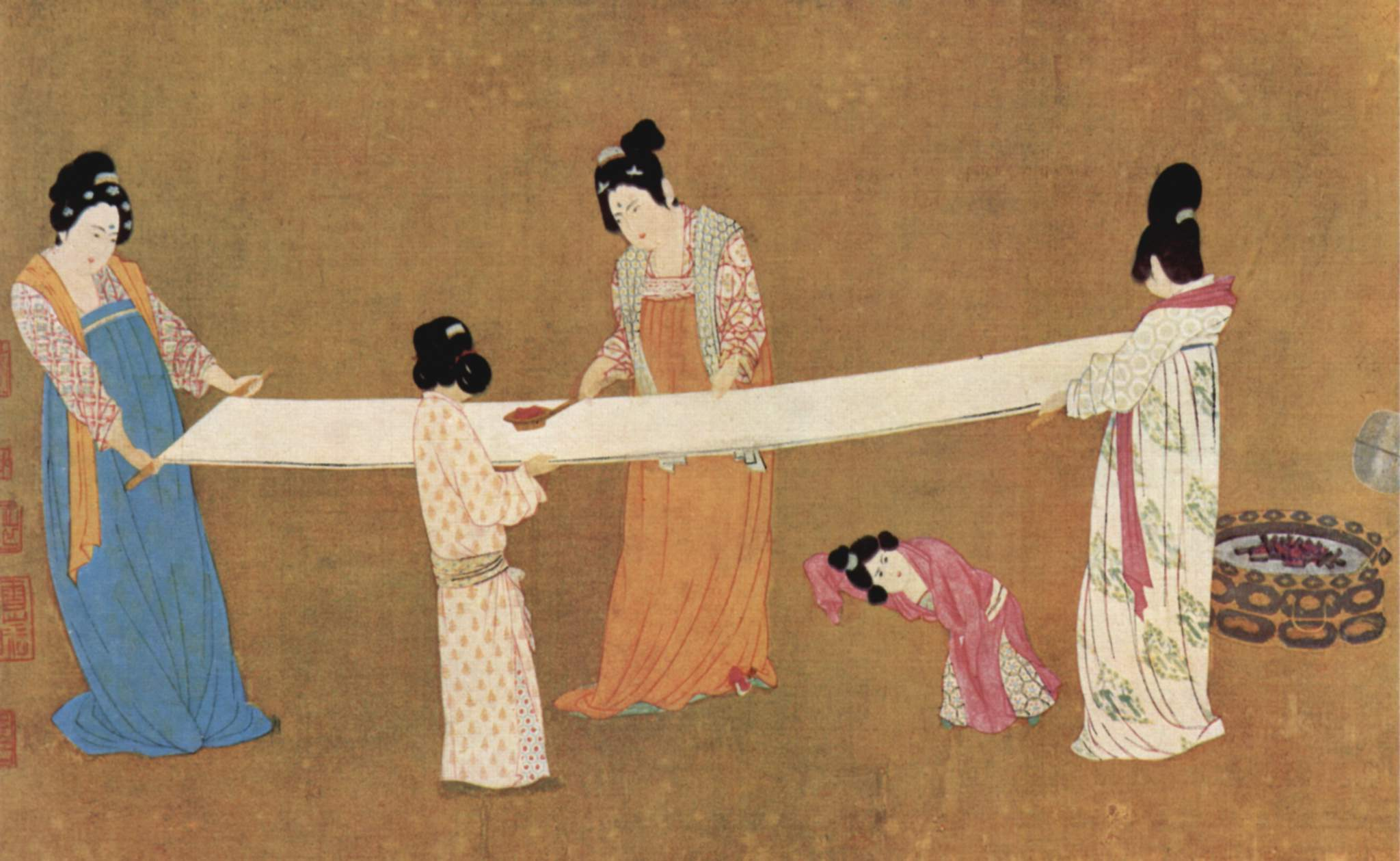
Phụ nữ Trung Hoa thời Trung Cổ xử lý tấm lụa mới, bức tranh đầu thế kỷ 12 theo phong cách của Trương Huyên, thời nhà Tống.

- Nuôi tằm: Nuôi tằm là quá trình sản xuất lụa từ con tằm. Mảnh lụa cổ nhất được tìm thấy ở Trung Quốc thuộc thời kỳ Đồ Đá Mới Trung Hoa và được định niên đại vào khoảng năm 3630 trước Công nguyên, được tìm thấy ở tỉnh Hà Nam.[58] Các sản phẩm lụa được khai quật từ di chỉ văn hóa Lương Chử (3200 – 2000 TCN) tại Tiền Sơn Dạng (錢山漾), quận Ngô Hưng (吳興), tỉnh Chiết Giang có niên đại vào khoảng 2570 trước Công nguyên, bao gồm các sợi lụa, một dây lụa được bện và một mảnh vải lụa đã dệt.[58] Một mảnh kim loại đồng được tìm thấy tại di chỉ thời nhà Thương (k.1600 – k.1050 trước Công nguyên) tại An Dương (安阳) (hoặc Ân Khư; 殷墟) chứa đựng văn tự ghi nhận đầu tiên về lụa.[59]
- Trồng đậu nành: Việc trồng đậu nành khởi đầu ở vùng đông bắc Trung Quốc vào năm 2000 trước Công nguyên, nhưng hầu như chắc chắn là đã có từ rất lâu.[60] Liu và cộng sự (1997) cho rằng đậu nành có xuất xứ từ Trung Quốc và đã được thuần hoá vào khoảng năm 3500 trước Công nguyên.[61] Đến thế kỷ thứ 5, đậu nành đã được trồng ở hầu hết Đông Á, nhưng loại cây trồng này không lan rộng ra ngoài khu vực này cho tới tận thế kỷ 20.[62] Các ghi chép bằng văn bản về việc trồng và sử dụng đậu nành ở Trung Quốc có niên đại trở lại ít nhất từ thời nhà Tây Chu.[63]
- Trồng trọt trên ruộng lụt và ruộng lúa: Trồng trọt trên ruộng lụt, hay còn gọi là ruộng lúa, đã được phát triển ở Trung Quốc. Ruộng lúa cổ nhất có niên đại vào 6280 năm về trước, dựa trên phân tích niên đại cacbon của hạt gạo và chất hữu cơ trong đất tìm thấy tại di chỉ Chaodun ở huyện Kushan.[64] Các ruộng lúa cũng đã được các nhà khảo cổ phát hiện tại Thảo Hài Sơn (草鞋山), một di chỉ của nền văn hóa Đồ đá mới Mã Gia Banh (馬家浜文化).[65]